# Monumento Natural de los Lagosteiros
El Monumento Natural de los Lagosteiros es un espacio natural protegido en 1997, constituido por huellas de saurópodos.